# Crataegus condigna
Crataegus condigna — вид квіткових рослин із родини трояндових (Rosaceae).

## Біоморфологічна характеристика
Це кущ або дерево 1–6(10) метрів заввишки. Гілки від ± до сильно плакучі. Молоді гілочки густо притиснуто запушені, 1-річні пурпурно-коричневі, старші темно-сірі; колючки на гілочках звичайно численні, ± прямі, 2-річні чорно-сірі, дрібні, 1–4 см. Листки: ніжки листків 20–35% від довжини пластини, густо запушені, залозисті; листові пластини яскраво-світло-зелені молодими, від вузько-зворотно-яйцеподібних чи лопатоподібних до зворотно-шпателеподібних, 1.5–4 см, основа звужена, часточок 0 або є незначні виступи дистально, верхівка від гострої до субгострої, краї пилчасті за винятком біля основи, нижня поверхня шорстка, основні жилки запушені, верх запушений молодим. Суцвіття 2–4-квіткові. Квітки 12–16 мм у діаметрі; чашолистки вузькотрикутні, 3 мм; пиляки кремові. Яблука від жовто-оранжевого до червонуватого забарвлення, від субкулястих до іноді еліпсоїдних, 8–12 мм у діаметрі, запушені. Період цвітіння: березень і квітень; період плодоношення: липень і серпень.

## Ареал
Ендемік південного сходу США (Алабама, Флорида, Джорджія, Північна Кароліна, Південна Кароліна).
Населяє відкриті ділянки, відкриті ліси, піщаний ґрунт; на висотах 20–200 метрів.